# Pentatlo di Cnido
Pentatlo di Cnido (in greco antico: Πένταθλος?, Péntathlos) è un leggendario condottiero greco, indicato dalle fonti come ecista di una fallimentare spedizione coloniale nella cuspide occidentale della Sicilia, svoltasi tra il 580 e il 576 a.C. (ai tempi della cinquantesima olimpiade).

## Biografia
La vicenda di Pentatlo è legata alla colonizzazione cnidia e rodia delle Isole Eolie, di cui parla Diodoro Siculo.
(Diodoro Siculo, Bibliotheca historica, V, 9, 1-3)
Come già per Gela, Cnidi e Rodii si ritrovano insieme per un'avventura coloniale. È probabile che le vicende legate al nome di Pentatlo siano coeve ad un'altra fondazione cnidia, quella di Corcira Melaina, nell'Adriatico. Il riferimento ai "re d'Asia" in Diodoro va forse riferito ad Aliatte I, re di Lidia ed è possibile che i Rodii abbiano deciso di seguire gli Cnidi nella migrazione. Quanto a Ippote, il nome stesso sembra riferirsi ad una famiglia di hippéis, cioè di cavalieri.
L'iniziale mira dei coloni era la Sicilia occidentale. È possibile che siano stati gli stessi Selinuntini a richiedere a Cnido di colonizzare Lilybaion, proprio nell'ottica di soccorrere l'elemento greco nell'endemica lotta con la capitale elima Segesta.
La vicenda di Pentatlo presenta sorprendenti analogie con quella, anch'essa infelice, dello spartano Dorieo, fratello di Leonida. Ambo i tentativi si iscrivono nella serie di attacchi subiti dalla zona di influenza fenicia nella Sicilia occidentale. Mentre Diodoro parla di Cartaginesi, è lo storico Pausania (10, 11, 3) a riferirsi ai Fenici, intendendo forse la colonia di Motya, la cui esistenza sarebbe stata compromessa dall'installazione di una colonia greca a Lilybaion. In ogni caso, l'episodio si iscrive nel dibattito sulla presenza fenicia o punica in Sicilia: secondo alcuni (come Luigi Pareti), centri come Motya, Solunto e Panormos non sono fondazioni fenicie (quindi più antiche del movimento migratorio greco in Occidente), come suggerisce Tucidide, ma fondazioni cartaginesi, sorte proprio per contrastare l'avanzare greco.
Diodoro ci informa che, dopo la morte di Pentatlo, i superstiti scelgono alcuni familiari dell'ecista perché questi li conducano di ritorno in patria. Si tratta di Gorgo, Testore ed Epiterside. Giunti a Lipari, gli indigeni convincono i Greci a fermarsi sull'isola e questi, per rispondere all'attività piratesca etrusca, dividono la propria attività in due: alcuni si dedicano all'agricoltura, altri alla stessa pirateria, attività suggerita loro dalla stessa conformazione geografica dell'isola e che consente loro di inviare a Delfi ricchi bottini.